# Milena Baisch

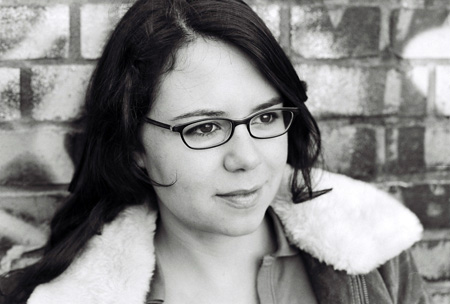
Milena Baisch im November 2009

Milena Baisch (* 1976 in Bochum) ist eine deutschsprachige Autorin von Kinder- und Jugendbüchern, Hörspielen, Drehbüchern sowie Theaterstücken.

## Leben und Werk
Milena Baisch wuchs in Wuppertal auf. Ihre Mutter ist die Kinderbuchautorin Chris Baisch. Ihr erstes Buch veröffentlichte sie im Alter von 19 Jahren.
Sie studierte Drehbuch an der Deutschen Film- und Fernsehakademie Berlin (dffb) in Berlin. Von 2006 bis 2007 absolvierte sie die Akademie für Kindermedien.
Anton taucht ab (2010) und Anton macht´s klar (2012) erlangten Aufmerksamkeit im deutschsprachigen Feuilleton. Anton taucht ab gewann 2011 den Deutschen Jugendliteraturpreis in der Sparte Kinderbuch sowie in der Hörspielfassung den Deutschen Kinderhörspielpreis.
Ihr erstes Theaterstück für Kinder Die Prinzessin und der Pjär entstand 2013 und wurde mit dem Mülheimer KinderStückePreis ausgezeichnet.
Ihre Bücher wurden in viele Sprachen übersetzt. Milena Baisch lebt in Berlin.

## Werke

### Kinderbücher
- Leselöwen-Freundschaftsgeschichten, Loewe 1997
- Das Geheimnis im Park, Loewe 1998
- Leselöwen – Raumschiffgeschichten, Loewe 1999
- Der verbotene Tempel, Loewe 2000
- Gefahr aus dem Internet, Loewe 2000
- Alle wollen schlafen gehen, Loewe 2002
- Kuschelgeschichten, Loewe 2002
- Lesespatz – Wirbel in der Hexenschule, Loewe 2003
- Bildermaus – Geschichten vom kleinen Hasen, Loewe 2004
- Bildermaus – Weihnachtsgeschichten, Loewe 2005
- Bildermaus – Baumhausgeschichten, Loewe 2006
- Hokuspokus in der Hexenschule, Loewe 2006
- Die kleine Maus im Weihnachtsland, Arena 2007
- Weltbeste Freunde für immer, Arena 2007
- 3 Minuten-Drachengeschichten, Arena 2008
- Zebra, Maus und Kuh – müde bist auch du, Arena 2008
- Das wunderbare Geschichten-Zauber-Buch, Arena 2009
- Kleine Blumenelfe Tilia, Arena 2009
- Anton taucht ab, Beltz&Gelberg 2010
- Die kleine Ballerina und die Funkelfeen, Arena 2010
- 3 Minuten-Prinzessinnengeschichten, Arena 2011
- Anton macht's klar, Beltz&Gelberg 2012

### Jugendbücher
- Blumen im Bauch, Erika Klopp 2007

### Drehbücher
- Valerie, Spielfilm 2006 (zusammen mit Ruth Rehmet u. a.), Regie: B. Möller
- diverse Drehbücher für TV-Serien (Der Landarzt, Hallo Robbie!, Unser Charly, Tierarzt Dr. Engel), meist zusammen mit Ruth Rehmet

### Theaterstücke
- Die Prinzessin und der Pjär, UA 2013 Grips Theater Berlin, Regie: Grete Pagan
- Laura war hier, UA 2017 Grips Theater Berlin, Regie: Rüdiger Wandel

### Hörspiele
- Gino bringt Glück, Radiogeschichte rbb 2010
- Anton taucht ab, Hörspiel, SWR 2012[4]
- Tanjas Tanz, Hörspiel, Deutschlandfunk Kultur 2018
- Bis zum Delfin, Hörspiel, Deutschlandfunk Kultur 2020

## Auszeichnungen
- Treatment-Thesaurus der Frankfurter Autorenstiftung für Valerie (2000)
- Förderpreis der MDM für den besten Kinderfilmstoff der Akademie für Kindermedien für Feuerfreunde (2007)
- Hausacher-Leselenz-Stipendium 2010
- Die besten 7 Bücher für junge Leser (Deutschlandfunk) für Anton taucht ab (2010)
- Deutscher Jugendliteraturpreis für Anton taucht ab (2011)
- Deutscher Kinderhörspielpreis für Anton taucht ab (2012)
- Berliner Kindertheaterpreis für Die Prinzessin und der Pjär (2013)
- Fernsehen aus Thüringen, 1. Preis für Feuerfreunde (2014)
- Mülheimer KinderStückePreis für Die Prinzessin und der Pjär (2014)